# Flagge Südgeorgiens und der Südlichen Sandwichinseln
Die Flagge Südgeorgiens und der Südlichen Sandwichinseln wurde am 3. Oktober 1985 eingeführt, als das Territorium Südgeorgien und die Südlichen Sandwichinseln gebildet wurde. Zuvor war die Inselgruppe administrativ Teil der Falklandinseln, deren Flagge auch für sie Gültigkeit hatte. Gesetzt wird sie auf den wichtigen Regierungsgebäuden auf Südgeorgien und auf wissenschaftlichen Basen der British Antarctic Survey.

## Beschreibung
Die Flagge Südgeorgiens und der Südlichen Sandwichinseln ist eine Blue Ensign mit dem Union Jack in der Gösch und dem Wappen Südgeorgiens und der Südlichen Sandwichinseln im Flugteil.

## Geschichte
Auf der 1985 eingeführten ersten Version der Flagge war das Wappen kleiner und in einem weißen Kreis dargestellt, die heutige Version der Flagge wurde zwischen 1999 und 2002 angenommen.

Blue Ensign, bis etwa 1999

## Weitere Flaggen des Territoriums
Der Kommissar Südgeorgiens und der Südlichen Sandwichinseln verfügt über eine eigene Flagge in Form des Union Jacks mit dem Wappen des Territoriums. Da der Zivilkommissar Südgeorgiens und der Südlichen Sandwichinseln gleichzeitig der Gouverneur der Falklandinseln ist, findet die Zivilkommissarsflagge nur Verwendung, wenn er sich im Territorium Südgeorgiens und der Südlichen Sandwichinseln aufhält. In der ursprünglichen Version dieser Flagge war anstelle des Wappens nur der Wappenschild abgebildet. Blue Ensigns mit dem Wappenschild anstelle des Wappens sind ebenfalls überliefert, ihre Herkunft und Verwendung jedoch ungewiss.
Argentinien erhebt auf die Inseln Anspruch und sieht sie als Teil seiner Provinz Tierra del Fuego.

Union Jack des Kommissars, bis etwa 1999
Union Jack des Kommissars
Argentinische Provinz Tierra del Fuego